# Antodynerus wellmanoides
Antodynerus wellmanoides är en stekelart som först beskrevs av Giordani Soika 1940.  Antodynerus wellmanoides ingår i släktet Antodynerus och familjen Eumenidae. Inga underarter finns listade i Catalogue of Life.